# Palm Bridge Rd.
Palm Bridge Rd. is het derde en laatste full-length album van de Roermondse Nu-Metalband Dreadlock Pussy. Het album is in eigen beheer opgenomen in de Cell 3 Studio's te Echt. Het album kwam in 2004 uit met daarop 12 tracks. Het is het eerste album waarop drummer Jos Roossen te horen is in plaats van Twan Bakker (Twixy).

## Tracklist
Palm Bridge Rd.:
- 1. Positions of Power
- 2. Choirboys
- 3. Hang Loose
- 4. Late
- 5. Short Tempers & Lit Fuses
- 6. A Way of Saying Goodbye
- 7. Pickup
- 8. 14:59
- 9. Escondidos
- 10. Full-time Video Girl
- 11. One Too Many Times
- 12. Simpleton

## Bandleden voor dit album
- Pat (Patrick Smeets) - Zang
- bART (Bart Gooren) - Gitaar & zang
- Punto (Ferry Duijsens) - Gitaar & zang
- J (Jaap Melman) - Bass
- Lombok (Bart Heuts) - Turn-Tables
- Jos (Jos Roossen) - Drums

## Trivia
- Het nummer Pickup is uitgebracht als videoclip